# Perfo
Perfo d.o.o. je slovensko podjetje, ki se ukvarja s televizijsko in filmsko produkcijo. Ustanovljeno je bilo leta 2005.

### Lastništvo
Prokurist Aleš Pavlin in direktor Andrej Štritof sta lastnika enakovrednih deležev.

## Nagrade in priznanja
- 2013: najboljša produkcijska hiša filmskih oglasov (22. Slovenski oglaševalski festival)[1]

## Filmografija

### Reklamni spoti
| - Hisense Happy Holidays - Tuš - praznujemo vse najboljše (maj-junij 2019) - Maxim - Ljubljanske mlekarne - Medex - Družinske vezi naših alpskih smučarjev - Tuš - Spoštujmo slovensko, kupujmo domače (jesen 2020) - Ljubljanske mlekarne - Alpsko mleko z okusi - Mercator - Dobro pripravljeni na vsakodnevne izzive (februar 2020) - Gorenje - 70 let (februar 2020) - Medex - Neustavljiva lepota (april-maj 2020) - Triglav z. z. - Z vami na poti do zdravja - Mercator - Mali šef Slovenije (marec-maj 2020) - Zelene doline - LCA v novi podobi - Tuš - Zadovoljni? Sicer vam vrnemo denar - Telekom Slovenije - Skupaj smo najmočnejše omrežje | - Družinica (2017) - Slovenija, Avstralija in jutri ves svet (2017) - Šiška deluxe (2015) - Julija in alfa Romeo (2015) - Dvojina (2013) - Izlet (2011) - Najini mostovi (2020) - Usodno vino (2015) - Na terapiji (2012) - Lepo je biti sosed (2008) |